# Кюрак
Кюра́к (фр. Curac) — коммуна во Франции, находится в регионе Пуату — Шаранта. Департамент — Шаранта. Входит в состав кантона Шале. Округ коммуны — Ангулем.
Код INSEE коммуны — 16117.

## География
Коммуна расположена приблизительно в 440 км к юго-западу от Парижа, в 145 км южнее Пуатье, в 45 км к югу от Ангулема.
Через коммуну с севера на юг протекает река Вьенна, приток Шаранты.

## Население
Население коммуны на 2008 год составляло 122 человека.
| 1962 | 1968 | 1975 | 1982 | 1990 | 1999 | 2008 |
| ---- | ---- | ---- | ---- | ---- | ---- | ---- |
| 185  | 159  | 135  | 118  | 112  | 110  | 122  |

## Экономика
В 2007 году среди 81 человека в трудоспособном возрасте (15—64 лет) 54 были экономически активными, 27 — неактивными (показатель активности — 66,7 %, в 1999 году было 80,0 %). Из 54 активных работали 49 человек (25 мужчин и 24 женщины), безработных было 5 (3 мужчины и 2 женщины). Среди 27 неактивных 6 человек были учениками или студентами, 14 — пенсионерами, 7 были неактивными по другим причинам.

## Достопримечательности
- Приходская церковь Сен-Венсан (XII век). Неф и колокольня были перестроены в XIX веке. Исторический памятник с 1993 года[3]

## Фотогалерея

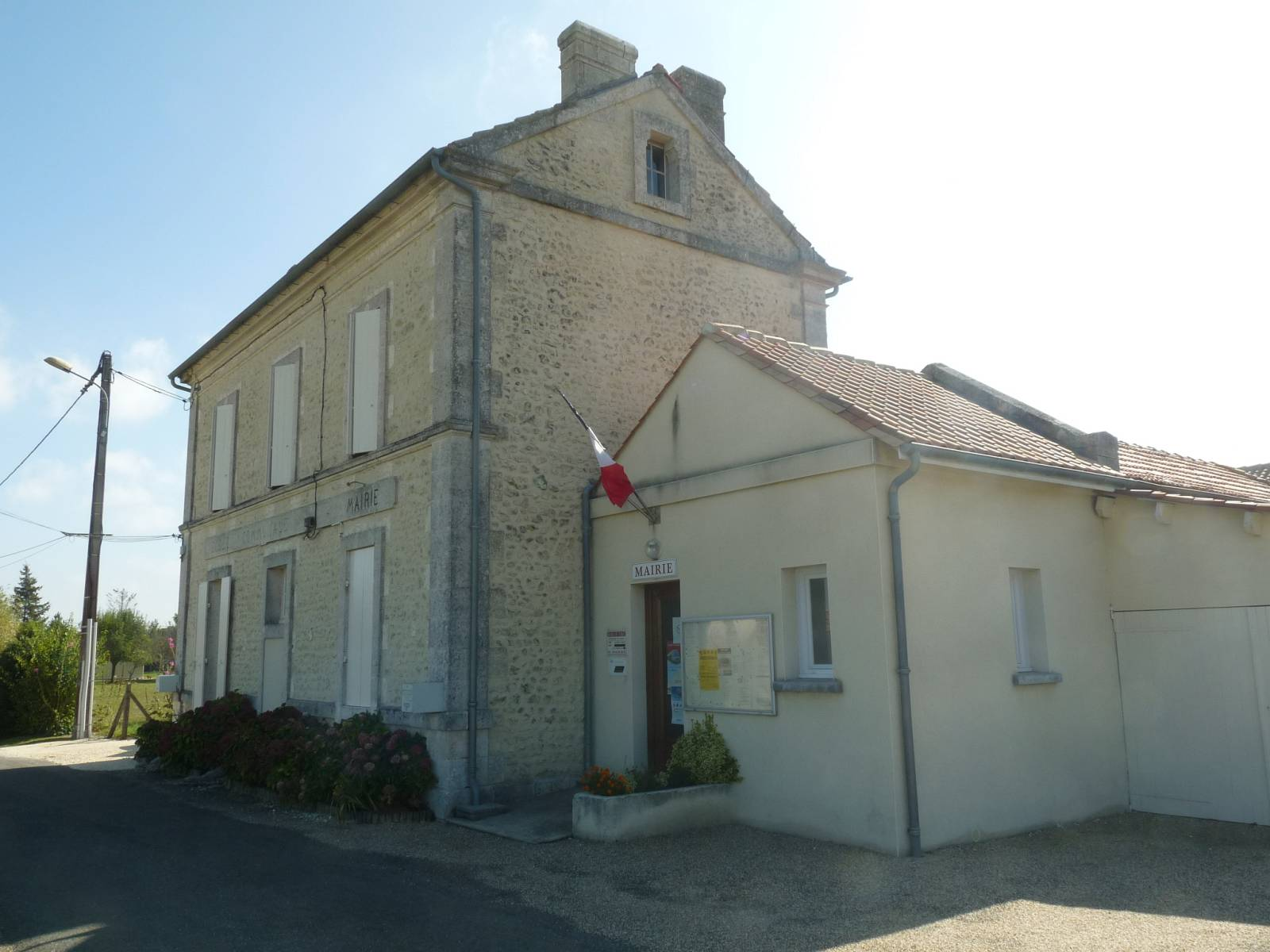
Мэрия
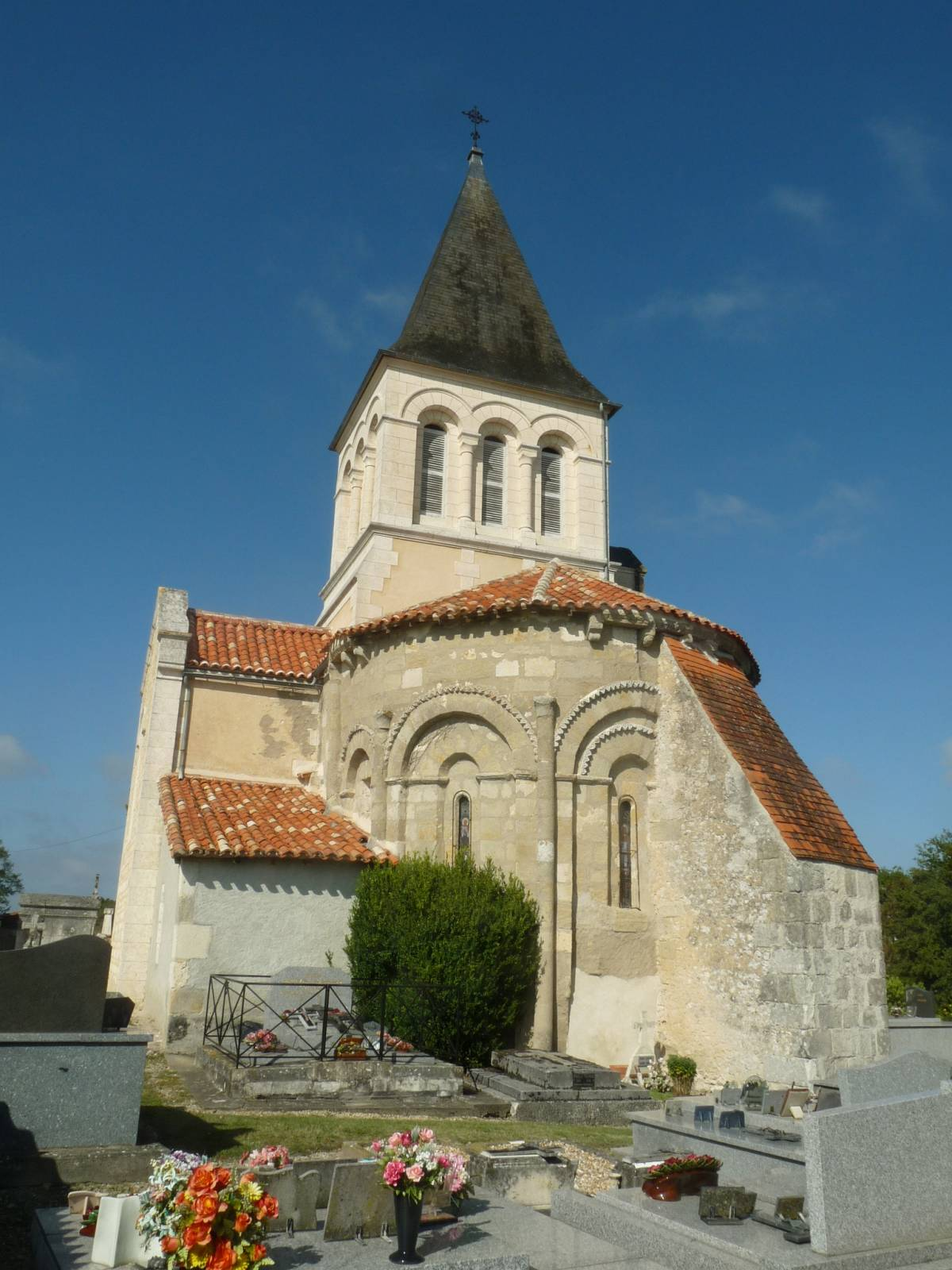
Церковь Сен-Венсан
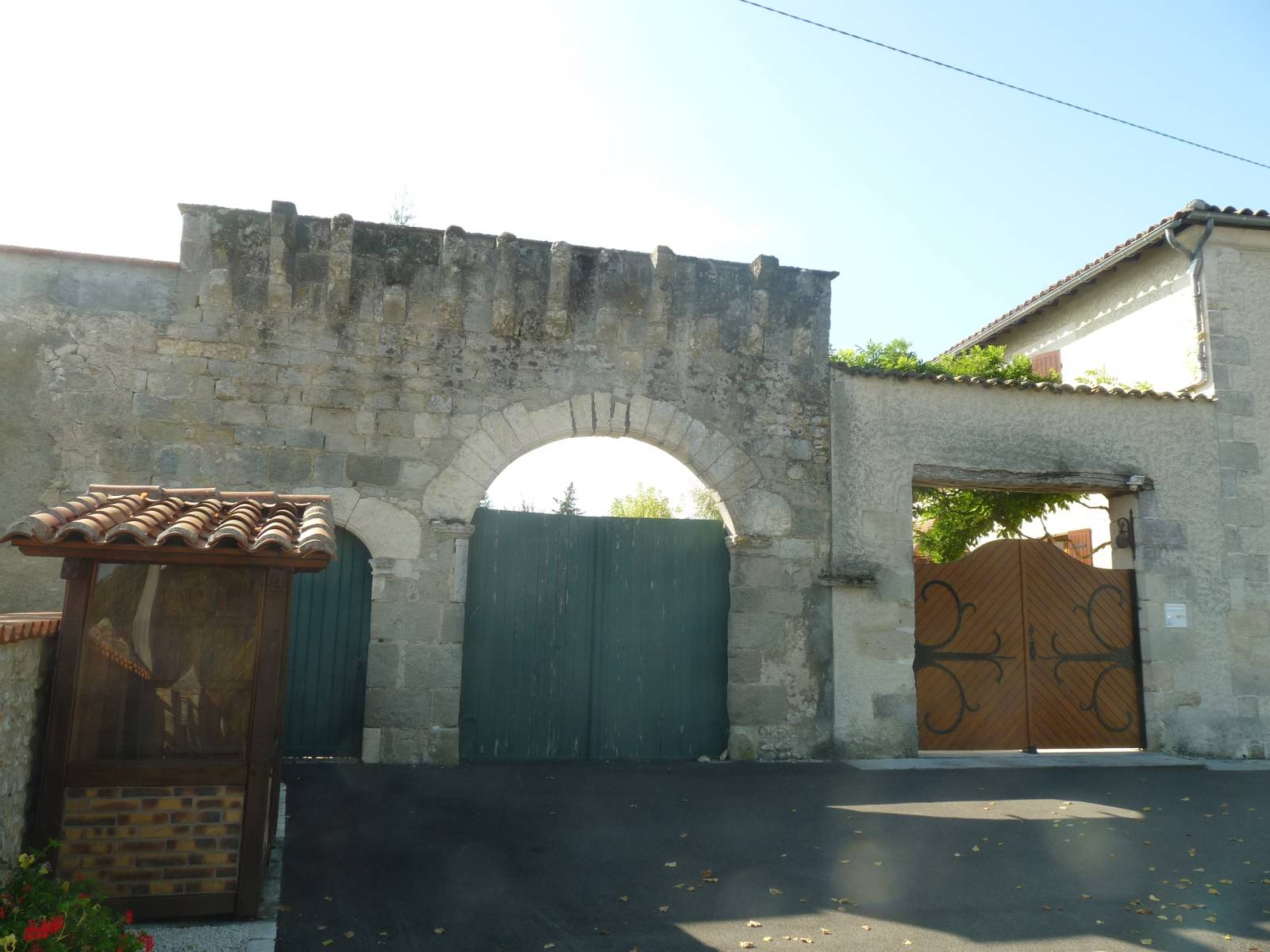
Ворота фермы